# Egon Bahr

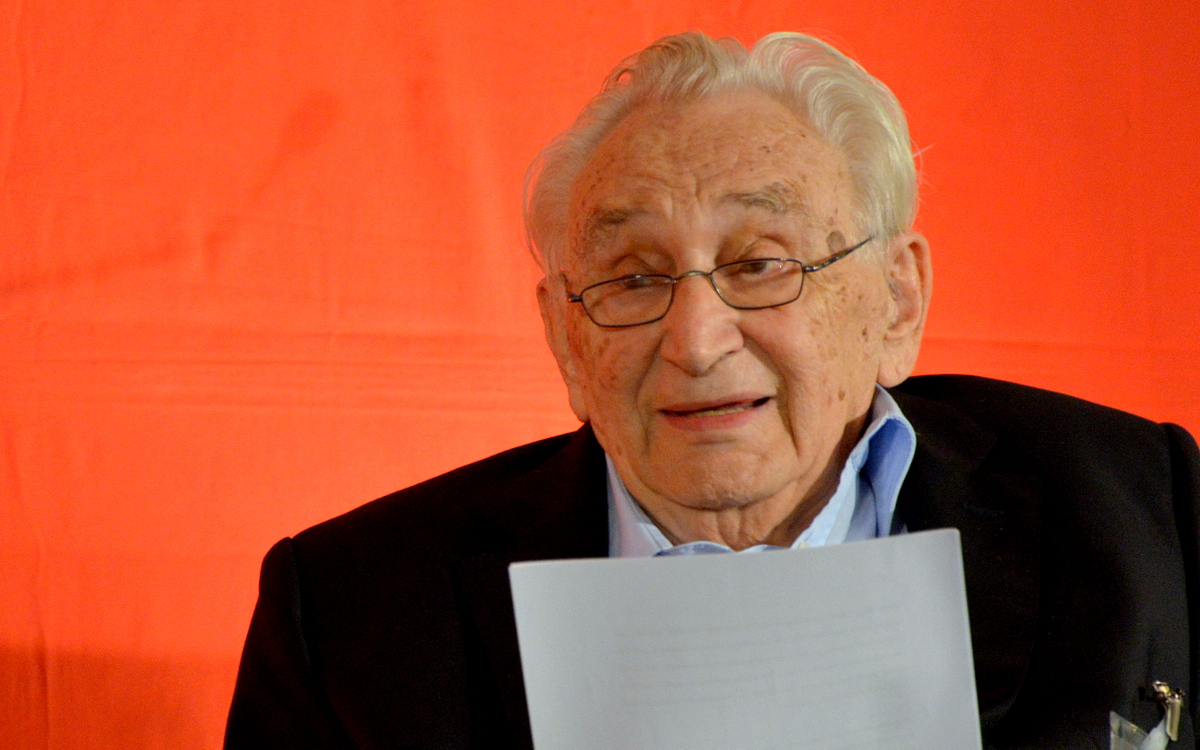
Egon Bahr w 2011

Egon Bahr (ur. 18 marca 1922 w Treffurcie, zm. 20 sierpnia 2015 w Berlinie) – niemiecki polityk, dziennikarz.

## Życiorys
Od 1957 był członkiem SPD. W latach 1960–1966 pełnił funkcję dyrektora Urzędu Prasy i Informacji w Berlinie Zachodnim. Od 1966 pracował w Urzędzie Spraw Zagranicznych RFN, w latach 1969–1972 był podsekretarzem stanu w urzędzie kanclerskim. Brał czynny udział w rokowaniach, m.in. w sprawie układów moskiewskich i warszawskich (1970). Negocjator umów o ruchu tranzytowym i o podstawach normalizacji ich wzajemnych stosunków międzypaństwowego NRD–RFN (1972). Od 1972 minister bez teki, 1974–1976 minister ds. współpracy gospodarczej, 1976–1980 sekretarz federalny SPD. Od 1981 redaktor naczelny i wydawca tygodnika SPD Vorwärts, od 1984 dyrektor Instytutu Badań Problemów Pokoju i Bezpieczeństwa na Uniwersytecie w Hamburgu.